# Ciclopropan
Ciclopropanul este cel mai simplu cicloalcan cu formula moleculară C3H6, care este alcătuit din trei atomi de carbon legați unul de celălalt și care formează un ciclu, fiecare fiind legat de un atom de hidrogen. 
Ciclopropanul și propena sunt izomeri de structură, având aceeași formulă moleculară, dar structuri diferite.
Ciclopropanul are proprietăți anestezice când este inhalat. În practica modernă, compusul a fost înlocuit de către alți agenți, datorită reactivității sale foarte mari în condiții normale: când este amestecat cu oxigenul, este un risc foarte mare de explozie.